# Mai Chao
Mai Chao (麦超S, Mài ChāoP; Canton, 3 maggio 1964) è un allenatore di calcio ed ex calciatore cinese, di ruolo centrocampista.